# Пјан ди Ско
Пјан ди Ско (итал. Pian di Scò) је насеље у Италији у округу Арецо, региону Тоскана.
Према процени из 2011. у насељу је живело 2351 становника. Насеље се налази на надморској висини од 327 м.

## Становништво
Према резултатима пописа становништва 2011. у општини је живело 6.452 становника.
| 1931. | 1936. | 1951. | 1961. | 1971. | 1981. | 1991. | 2001. | 2011. |
| ----- | ----- | ----- | ----- | ----- | ----- | ----- | ----- | ----- |
| 3.971 | 3.924 | 3.792 | 3.591 | 3.935 | 4.285 | 4.599 | 5.441 | 6.452 |

## Партнерски градови
- L'Horme